# حلقي البنتاين
حلقي البنتاين هو هيدروكربون من الألكاينات الحلقية صيغته C5H6، ويتألف من رابطة ثلاثية داخل حلقة مكونة من خمس ذرات كربون.

## الخواص
تعاني الحلقة في المركب من إجهاد كبير، كما تكون الرابطة الثلاثية فيه نشيطة، لذلك يدخل المركب في تفاعلات كيميائية بسهولة. على سبيل المثال تدخل الرابطة الثلاثية في تفاعل إضافة حلقية من النمط [2+2] و [4+2]. على العكس من البنزاين والذي يدخل في تفاعلات تحلّق [2+2] يفقد فيها التشكل الفراغي لصالح المرافق الألكيني، فإن حلقي البنتاين يدخل هذا النوع من التفاعلات دون حدوث تغيير على بنيته الفراغية؛ وذلك في مثال على الحفاظ على التناظر الجزيئي حتى ضمن الأنواع الكيميائية مرتفعة النشاط.
يمكن لحلقي البنتاين أن يشكل معقد باي مع كاتيونات الليثيوم، وذلك بشكل يؤثر على تفاعلية الإضافة الحلقية. يمكن للمركب أيضاً أن يتآثر مع أيونات النحاس ليشكل أنماطاً جديدة من الحلقات الكربونية الفلزية (حلقة فلزية metallacycle).